# الحنو (شبوة)
الحنو هي إحدى قرى الجمهورية اليمنية. وهي تتبع جغرافيًا لمحافظة شبوة. وإداريًا لمديرية عسيلان. يبلغ تعداد سكانها 1041 نسمة حسب الإحصاء الذي جرى عام 2004.